# أبيل إيرنيستو هيريرا
أبيل إيرنيستو هيريرا (بالإسبانية: Abel Ernesto Herrera)‏ (9 مايو 1955 في الأرجنتين - ) هو لاعب كرة قدم أرجنتيني في مركز الدفاع. لعب مع إستوديانتيس دي لا بلاتا.

## وصلات خارجية
- أبيل إيرنيستو هيريرا على موقع قاعدة بيانات كرة القدم.إي يو (الإنجليزية)
- أبيل إيرنيستو هيريرا على موقع Soccerway.com (الإنجليزية)